# Хајланд Парк (Тексас)
Хајланд Парк (енгл. Highland Park) град је у америчкој савезној држави Тексас. По попису становништва из 2020. у њему је живело 8.864 становника.

## Демографија
Према попису становништва из 2010. у граду је живело 8.564 становника, што је 278 (3,1%) становника мање него 2000. године.
| Група             | 2000.         | 2010.         |
| Белци             | 8.444 (95,5%) | 7.842 (91,6%) |
| Афроамериканци    | 34 (0,4%)     | 42 (0,5%)     |
| Азијати           | 73 (0,8%)     | 241 (2,8%)    |
| Хиспаноамериканци | 241 (2,7%)    | 343 (4,0%)    |
| Укупно            | 8.842         | 8.564         |